# Obština Kuklen
Obština Kuklen (bulharsky Община Куклен) je bulharská jednotka územní samosprávy v Plovdivské oblasti. Leží ve středním Bulharsku, z větší části na severovýchodních svazích a úpatí Západních Rodopů, z menší v Hornothrácké nížině. Správním střediskem je město Kuklen, kromě něj obština zahrnuje 5 vesnic. Žije zde zhruba 6 tisíc stálých obyvatel.

## Sídla
| - Car Kalojan - Dobralăk | - Gălăbovo - Javrovo | - Kuklen (sídlo správy) - Ruen |

## Sousední obštiny
| Růžice kompasu | Rodopi         |            |  | Růžice kompasu |
| Růžice kompasu | Sever          |            |  | Růžice kompasu |
| Růžice kompasu | Obština Kuklen |            |  | Růžice kompasu |
| Růžice kompasu | Jih            |            |  | Růžice kompasu |
| Růžice kompasu |                | Asenovgrad |  | Růžice kompasu |

## Obyvatelstvo
V obštině žije 6 004 stálých obyvatel a včetně přechodně hlášených obyvatel 7 566 . Podle sčítáni 1. února 2011 bylo národnostní složení následující:
- Bulhaři: 3 631 (60.4 %)
- Turci: 1 750 (29.1 %)
- Romové: 516 (8.6 %)
- ostatní: 110 (1.8 %)